# Anolis menta
Anolis menta är en ödleart som beskrevs av  Franklin Ayala HARRIS och WILLIAMS 1984. Anolis menta ingår i släktet anolisar, och familjen Polychrotidae. Inga underarter finns listade i Catalogue of Life.